# شهرستان اسکولکل (پنسیلوانیا)
شهرستان سکویلکیل، پنسیلوانیا (به انگلیسی: Schuylkill County, Pennsylvania) شهرستانی در ایالات متحده آمریکا است که در پنسیلوانیا واقع شده‌است.

## خصوصیات
شهرستان سکویلکیل ۲٬۰۲۵٫۳۸ کیلومترمربع مساحت دارد.